# Statvolt
De statvolt is de eenheid voor spanning en elektrische potentiaal in het cgs-eenhedenstelsel. Het symbool voor statvolt is statV. 
1 statV = 299,792458 volt
De statvolt is geen SI-eenheid.

## Toelichting
De omrekeningsfactor 299,792458 is eenvoudigweg de waarde van de lichtsnelheid in m/s gedeeld door 106. De statvolt is een handige eenheid voor elektromagnetisme omdat 1 statV/cm hetzelfde is als 1 gauss (in de conventies gebruikt bij het CGS systeem hebben magnetisch en elektrisch veld dezelfde dimensie). 
Als voorbeeld: een elektrisch veld van 1 statV/cm heeft dezelfde energiedichtheid als een magnetisch veld van 1 gauss. Zo geldt ook, dat een longitudinale golf die zich in een vacuüm voortplant, een zodanig elektrisch en magnetisch veld heeft dat voor elke gauss aan magnetische intensiteit er ook 1 statV/cm aan elektrische veldsterkte is. 
De abvolt is een andere officieuze eenheid van voltage in het cgs-systeem.